# رحیم زهتاب‌فرد
رحیم زهتاب‌فرد (زادهٔ ۱۳۰۵ تبریز- ۱۳۹۱ تهران) از سیاستمداران دورهٔ پهلوی و نمایندهٔ مردم تبریز و نماینده مردم بناب در مجلس شورای ملی بود.

## زندگی
وی دورهٔ مقدّماتی تحصیل را در تبریز فراگرفت و به تهران آمد و به امور مطبوعاتی پرداخت. در سال ۱۳۲۸ امتیاز روزنامهٔ اراده آذربایجان را به نام یکی از منسوبین گرفت و خود، مدیریت و سردبیری آن را عهده‌دار شد. در دوران روزنامه‌نگاری، از حد اعتدال خارج نشد و شیوهٔ محافظه‌کاری را حفظ کرد. این نشریه هفته‌ای یک بار انتشار می‌یافت. زهتاب در اثر انتشار روزنامه با خیلی از مقامات و رجال آشنا شد و به سید ضیاءالدین طباطبائی نزدیک شد. همین نزدیکی، خیلی او را جلو برد و مورد توجه قرار داد. او مدت‌ها در حزب مردم که به وسیله‏ امیراسدالله علم تأسیس شده بود، عضوی فعال شد و مقدماتی برای وکالت مجلس خود فراهم ساخت.

## نمایندگی مجلس
وی همچنین در دورهٔ بیست و یکم مجلس شورای ملی، از تبریز و بیست و سوم به عنوان نماینده بناب  به وکالت مجلس انتخاب گردید. زهتاب در ادوار مجلس شورای ملی که از همان حوزهٔ تبریز انتخاب می‌شد، به صراحت لهجه معروف بود. هنگامی که دولت منصور لایحه مصونیت مستشاران آمریکائی را به مجلس برد، وی در مقام مخالفت با لایحه مزبور نطق فصیح و مستدلی ایراد نمود و دولت و مجلس را از تصویب چنین لایحه ای بر حذر داشت. در سال ۱۳۳۹ که فساد انتخابات دوره بیستم عالمگیر شده بود، شاه روزنامه نگاران را مورد مشورت قرار داد. زهتاب سخنرانی مهمی ایراد کرد و در مورد مفاسد انتخابات در حضور شاه افشاگری نمود و در نتیجه در اثر استعفای نمایندگان، مجلس تشکیل نشد و انتخابات تجدید گردید. وی مجموعاً چهار دوره وکیل مجلس شورای ملی بود.

## فعالیت مطبوعاتی
روزنامه نویسی زهتاب تا سال ۱۳۵۳ ادامه داشت، در این سال امتیاز ۷۰ روزنامه از جمله اراده آذربایجان که خود وی سردبیر آن بود لغو شد. در نیمه دوم سال ۱۳۵۷ مجدداً روزنامه اراده آذربایجان منتشر شد ولی چند ماه بیشتر منتشر نشد.